# Trani Cup 2005
Il Trani Cup 2005 è stato un torneo di tennis facente parte della categoria ATP Challenger Series nell'ambito dell'ATP Challenger Series 2005. Il torneo si è giocato a Trani in Italia dal 1º al 7 agosto 2005 su campi in terra rossa.

## Vincitori

### Singolare
Lukáš Dlouhý ha battuto in finale  Simone Bolelli con il punteggio di 6–4, 6–4

### Doppio
Carlos Berlocq /  Cristian Villagrán hanno battuto in finale  Giorgio Galimberti /  Irakli Labadze con il punteggio di 4–6, 6–2, 6–4